# Куцурубська сільська рада
Куцуру́бська сільська́ ра́да — колишній орган місцевого самоврядування в Очаківському районі Миколаївської області. Адміністративний центр — село Куцуруб.

## Загальні відомості
- Населення ради: 2 136 осіб (станом на 2001 рік)

## Населені пункти
Сільській раді підпорядковані населені пункти:
- с. Куцуруб

## Склад ради
Рада складалася з 16 депутатів та голови.
- Голова ради: Головко Максим Васильович
- Секретар ради: Рубан Светлана

### Керівний склад попередніх скликань
| ПІБ                       | Основні відомості                                                                     | Дата обрання | Дата звільнення |
| ------------------------- | ------------------------------------------------------------------------------------- | ------------ | --------------- |
| Головко Максим Васильович | Сільський голова, 2018 року народження, освіта незакінчена вища, член Народної партії | 26.03.2006   | 31.10.2010      |
| Себрук Юрій Васильович    | Сільський голова, 1966 року народження, освіта незакінчена вища, член Партії регіонів | 31.10.2010   |                 |

Примітка: таблиця складена за даними сайту Верховної Ради України